# Убийство на Касем Солеймани
Касем Солеймани е главнокомандващ елитните части Ал-Кудс в състава на Революционната гвардия на Иран и ключова фигура за налагането на военните интереси на Иран в Близкия Изток, роден през 1957 г.
На 3 януари 2020 г. по заповед на тогавашния американски президент Доналд Тръмп се извършва ракетна атака срещу генерал Солеймани на летището в Багдад. При бомбардировката освен него загиват и 2 високопоставени служители на иракската паравоенна коалиция Хашд аш-Шааби.
В официалното изявление от Пентагона се посочва, че по нареждане на президента армията на САЩ е предприела отбранителни действия, за да защити американските служители в чужбина, ликвидирайски Касем Солеймани. Целта на атаката е била да предотврати „бъдещи планове за атаки от страна на Иран“. САЩ заявяват, че ще продължат да предприемат необходимите мерки, за да защитават своите хора и интереси във всяка част на света. От Пентагона твърдят, че генерал Солеймани е отговорен за смъртта на стотици американски служители, както и че е одобрил атака срещу посолството на САЩ в Багдад. Според Тръмп Касем Солеймани е „най-големият терорист в света“ и е „трябвало да бъде елиминиран отдавна“.

## Причини
В профила си в туитър Доналд Тръмп пише, че е действал, за да предотврати война, а не да започне такава.
Според Саша Ломан (от берлинската фондация по наука и политика) е възможно Тръмп да е действал по вътрешнополитически съображения, за да повиши рейтинга си в тогавашната предизборна кампания. Също така, за да покаже, че не е нерешителен и взима отношение относно отношенията САЩ-Иран.

## Последици
След убийството на Солеймани, КСИР изстрелва 12 ракети по две американски бази в Ирак в най – голямата атака с балистични ракети срещу американски военни. Тогава не се съобщава за жертви, но се заявява, че повече от 100 американски военнослужещи са с черепно-мозъчни наранявания.
Убийството на Солеймани допълнително обтяга отношенията САЩ – Иран и ги довежда до ръба на война.
Доналд Тръмп не си дава сметка за реалните рискове, които крие подобна операция.